# MSC Oliver (schip, 2015)
De MSC Oliver werd in 2015 het grootste containerschip ter wereld, samen met de zusterschepen MSC Oscar, MSC Maya en MSC Zoe. Het schip heeft een capaciteit van 19.224 TEU.